# Posledice
Posledice (bra: Posledice) é um filme de drama LGBT austríaco-esloveno, protagonizado por Matej Zemljič. Foi criado e dirigido por Darko Štante, o roteiro também ficou por conta de Darko, a produção foi feita por Jerca Jerič e Andraž Jerič. Foi lançado no dia 13 de setembro de 2018 na Eslovênia no Festival of Slovenian Film, foi lançado no dia 7 de setembro no Toronto International Film Festival no Canadá e foi lançado mundialmente no dia 15 de julho de 2019 no Amazon Prime Video.

## Sinopse
Após ser mandado para um centro de detenção juvenil, um rapaz de 18 anos Andrej (Matej Zemljič) precisa lutar por um lugar entre os detentos enquanto tenta se aproximar do líder. Andrej tenta entender sua sexualidade e acaba se envolvendo com um outro cara dentro da detenção juvenil, movido pelo paixão ele faz coisas que o afundam ainda mais em problemas da vida, no final algo trágico acontece.

## Elenco
- Matej Zemljič como Andrej
- Timon Šturbej como Timon
- Lea Cok como Svetlana
- Gašper Markun como Niko
- Lovro Zafred como Luka
- Blaz Setnikar
- Urban Kuntarič como Mitar
- Rosana Hribar como mãe de Andrej
- Dejan Spasić como pai de Andrej